# Columbia (Califòrnia)
Columbia és una població dels Estats Units a l'estat de Califòrnia. Segons el cens del 2000 tenia 2.405 habitants.

## Demografia
Segons el cens del 2000, Columbia tenia 2.405 habitants, 1.063 habitatges, i 659 famílies. La densitat de població era de 150,5 habitants per km².
Dels 1.063 habitatges en un 22,6% hi vivien nens de menys de 18 anys, en un 44,3% hi vivien parelles casades, en un 13% dones solteres, i en un 38% no eren unitats familiars. En el 29,7% dels habitatges hi vivien persones soles el 14,3% de les quals corresponia a persones de 65 anys o més que vivien soles. El nombre mitjà de persones vivint en cada habitatge era de 2,18 i el nombre mitjà de persones que vivien en cada família era de 2,65.
Per edats la població es repartia de la següent manera: un 20,2% tenia menys de 18 anys, un 10% entre 18 i 24, un 18,8% entre 25 i 44, un 28,1% de 45 a 60 i un 22,9% 65 anys o més.
L'edat mediana era de 46 anys. Per cada 100 dones de 18 o més anys hi havia 88,4 homes.
La renda mediana per habitatge era de 29.173 $ i la renda mediana per família de 35.000 $. Els homes tenien una renda mediana de 40.729 $ mentre que les dones 23.750 $. La renda per capita de la població era de 18.731 $. Entorn del 20,2% de les famílies i el 19% de la població estaven per davall del llindar de pobresa.

## Poblacions més properes
El següent diagrama mostra les poblacions més properes.